# Europaplatz (Braunschweig)

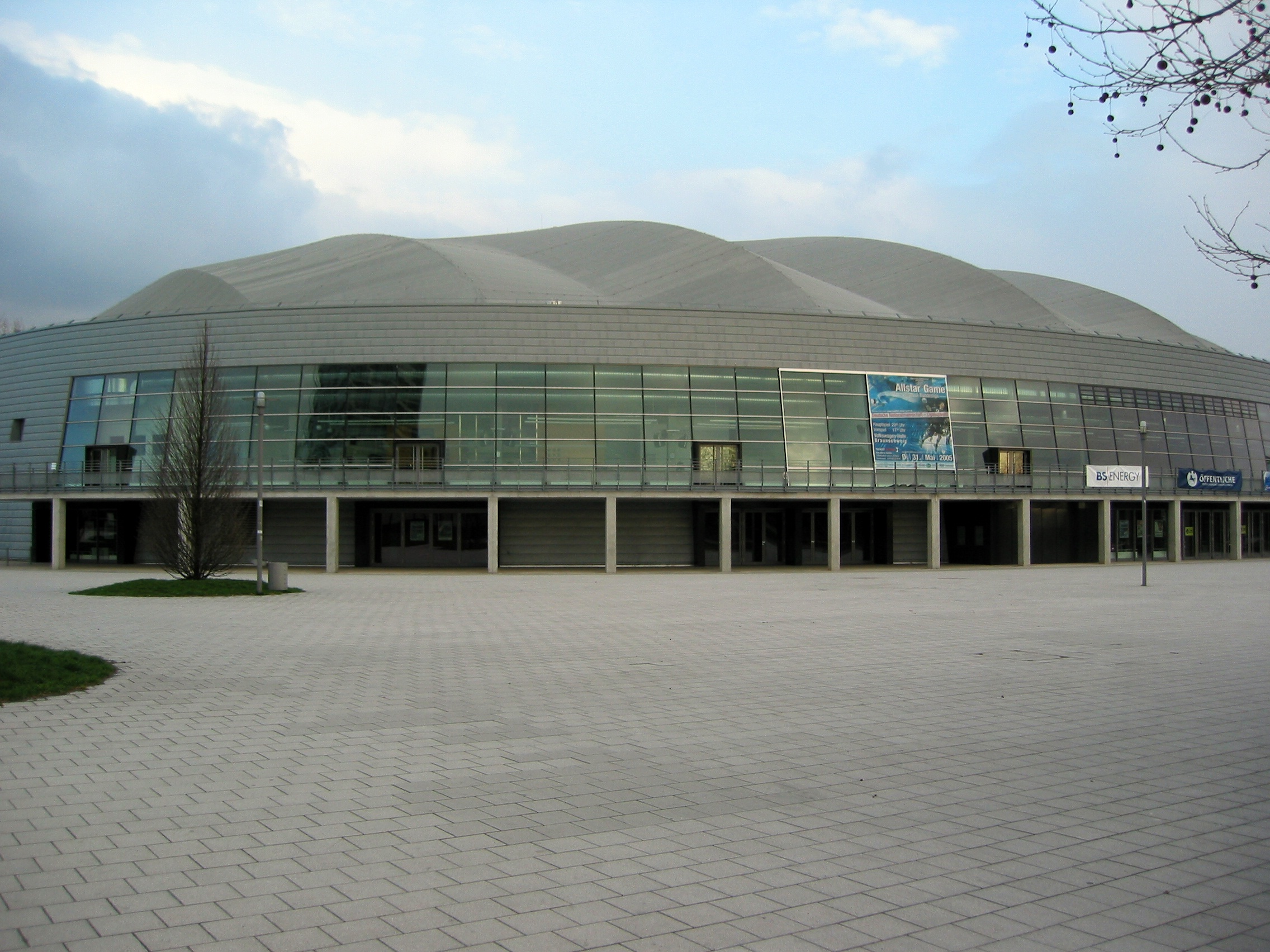
Volkswagen-Halle, Europaplatz 1

Der Europaplatz ist ein Platz in der Innenstadt von Braunschweig.
Der Europaplatz ist Teil des neuen City-Rings und befindet sich westlich des Alten Bahnhofs zwischen den Stadtbezirken Innenstadt und Westliches Ringgebiet. Vom Platz zweigen der Kalenwall, der Gieseler, der Gieselerwall, die Theodor-Heuss-Straße, der Holzhof und die Konrad-Adenauer-Straße ab. Der Bereich des Platzes gehörte früher größtenteils zum Gelände des Alten Bahnhofs.
Der Europaplatz entstand während der Realisierung eines neuen Verkehrskonzepts zu dem u. a. der Bau der neuen Straßen Konrad-Adenauer-Straße und Theodor-Heuss-Straße auf dem ehemaligen Bahnhofsgelände, der Umsetzung des neuen City-Rings und der neuen Straßenbahnstrecke in den Westen der Stadt gehörten.
Der Europaplatz sowie die neue Straßenbahnstrecke in die Weststadt wurden zusammen am 26. April 1979 u. a. im Beisein des britischen Generalkonsuls Kenneth Thom, des französischen Generalkonsuls Jean Thiebault und des Oberbürgermeisters Gerhard Glogowski feierlich eröffnet. Der Platz wurde auf Anregung des Verbandes Europa-Union Braunschweig Europaplatz benannt.
Zwischen 1999 und 2000 wurde am Europaplatz die Volkswagen-Halle erbaut. Die Mehrzweckhalle ist bisher das einzige Gebäude mit der Anschrift Europaplatz.
Am 18. November 2003 entgleiste eine Straßenbahn der Linie 3 am Europaplatz und stürzte der Vorderteil des Gliederzuges von der Straßenbahnbrücke aus vier Metern Höhe in den Westlichen Umflutgraben. Als Ursache wird eine LKW-Radmutter in der Schiene vermutet.
Auf dem Europaplatz standen auf einer Grünfläche bis zur EU-Erweiterung im Jahr 2004 16 Masten mit den Flaggen der 15 Mitgliedsstaaten der Europäischen Union und der Europaflagge. Später wurden die Flaggenmasten auf nun 25 erweitert.
Der Name auf den Straßenschildern des Europaplatzes ist außergewöhnlich fett gedruckt.